# Білецький Йосип Андрійович
Йосип Андрійович Біл́ецький (нар. 1780 — пом. 1841, Київ) — київський іконописець, маляр. Син іконописця Андрія Білецького.  

## Творчість
- 1814 року розписав приділ Стефана в Успенському соборі Києво-Печерської лаври;
- 1823 року розписав лаврську трапезну (у співавторстві з Куликовським);

іконопис
- 1804 року, на замовлення Києво-Печерської лаври в дар імператоській сім'ї Романових написав ікони «Олександр Невський», «Єлизавета» і «Марія Магдалина» (рами виконав Іван Атаназевич);
- 1808 року на замовлення Софійського архієпископського дому написав ікони «Успіння» і «Преподобні Печерські»;
- 1818 року написав ікони для іконостаса в церкві 29-го єгерського полку Сергія Радонезького (у співавторстві з Федором Коробкою);
- 1830 року переписав за старим зразком ікони для іконостаса Катерининської церкви в Михайлівському Золотоверхому монастирі.